# Spiroctenus lignicolus
Spiroctenus lignicolus is een spinnensoort in de taxonomische indeling van de bruine klapdeurspinnen (Nemesiidae).
Spiroctenus lignicolus werd in 1937 beschreven door Lawrence.